# Therizinosauria
I terizinosauri (Therizinosauria), chiamati anche segnosauri, sono un gruppo di dinosauri vissuto nel Cretaceo, riconosciuto solo in anni recenti. I suoi membri possiedono un miscuglio di caratteristiche di altri gruppi di dinosauri, che vanno dai sauropodomorfi ai piccoli ed evoluti oviraptorosauri, agli ornitischi erbivori. Il gruppo è attualmente considerato parte dei Maniraptora, una delle principali divisioni dei saurischi Teropodi.

## Descrizione

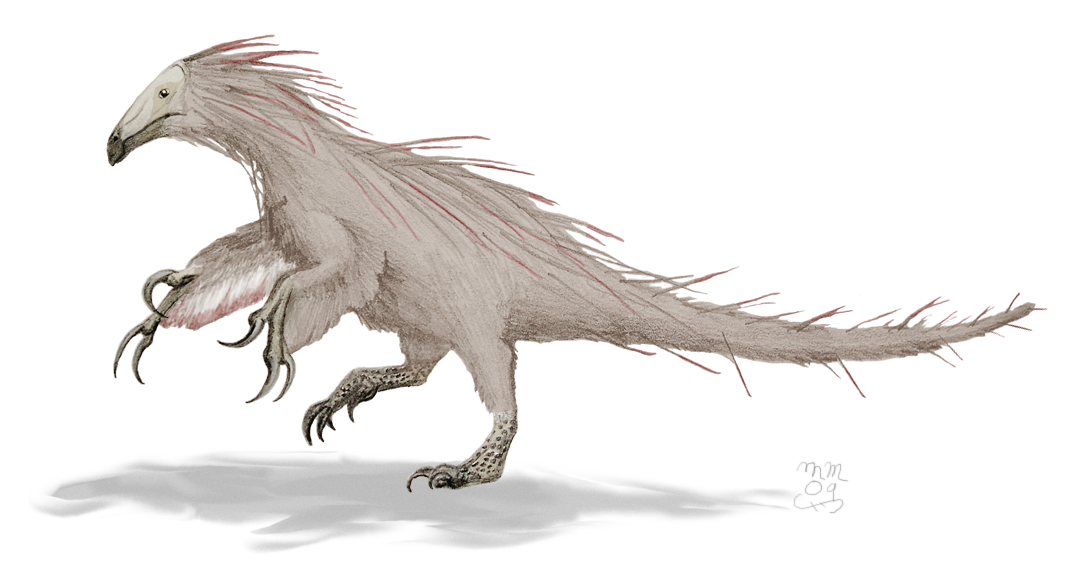
Ricostruzione grafica di Beipiaosaurus

L'aspetto generale dei terizinosauri può essere così generalmente riassunto: un animale lungo dai quattro ai dieci metri, con una coda robusta e piuttosto corta, un collo lungo e snello, un cranio piccolo e dotato di becco simile a quello dei prosauropodi del Triassico, deboli denti posti in fondo alle mascelle, un corpo molto voluminoso e un pube rivolto all'indietro come nei dinosauri ornitischi, due zampe posteriori corte con piedi larghi e a quattro dita, e infine due arti anteriori lunghi e dotati di micidiali artigli lunghissimi e affilati.

## Scoperta e classificazione

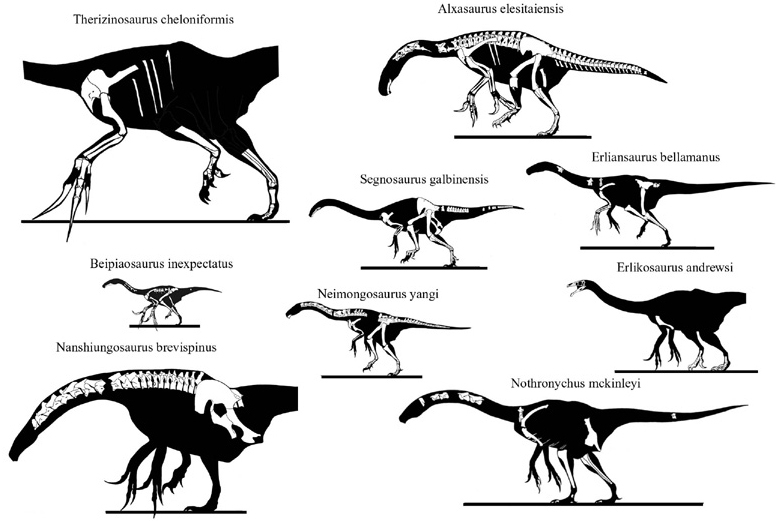
Scheletri di vari therizinosauri in scala

La ricostruzione di questi animali, per lungo tempo basata su scheletri molto incompleti, è stata oggetto di moltissime discussioni tra i paleontologi: fin dalla loro scoperta negli anni cinquanta, coincisa con il dissotterramento in Mongolia di insoliti resti descritti come Therizinosaurus, questi dinosauri sono stati oggetto di varie classificazioni a causa delle loro caratteristiche a dir poco insolite. Lo stesso Therizinosaurus, per esempio, è stato dapprima classificato come una tartaruga (da qui il nome specifico cheloniformis); poi, qualche anno dopo, nuovi resti hanno permesso di classificarlo come un dinosauro. Il problema si pose comunque: tutto ciò che si conosceva di questo dinosauro erano due immensi arti anteriori dotati di lunghi artigli, e scarsissimi resti delle zampe posteriori. Nel 1980 alcuni paleontologi mongoli descrissero un animale chiamato Segnosaurus, dotato di caratteristiche intermedie tra i saurischi e gli ornitischi.
Insieme ad altri animali simili rinvenuti pochi anni dopo (Erlikosaurus ed Enigmosaurus), Segnosaurus venne incluso nella famiglia dei segnosauridi, che fu accostata variamente ai teropodi, ai prosauropodi a addirittura agli ornitischi per molti anni. Nel 1993, però, la scoperta di uno scheletro quasi completo negli strati finali del Cretaceo inferiore della Mongolia, denominato Alxasaurus, mise in luce i reali rapporti di parentela di questi dinosauri, in cui venne incluso anche Therizinosaurus. Ora questi dinosauri sono considerati dei celurosauri facenti parte del gruppo dei Maniraptora, con caratteristiche primitive ed evolute al tempo stesso. Scoperte ancora più recenti (Beipiaosaurus) hanno mostrato che questi dinosauri erano dotati di penne e piume. Nel 2005, poi, la descrizione di un primitivo segnosauro dello Utah (Falcarius) ha messo in luce ulteriori somiglianze con altri teropodi, gli oviraptorosauri. Falcarius è ritenuto essere un passaggio intermedio tra i teropodi carnivori e i terizinosauri erbivori.

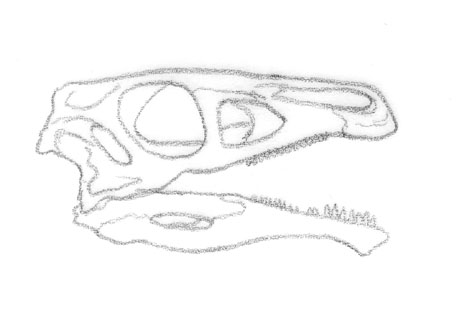
Cranio di Erlikosaurus.

Nel 2012, il paleontologo Antonio Fiorillo ha scoperto tracce e impronte fossili di therizinosauro nei territori dell'Alaska.

## Paleobiologia
I segnosauri erano quasi sicuramente erbivori, vista la dentizione, e probabilmente erano dotati di guance che favorivano la nutrizione. Alcuni paleontologi hanno invece suggerito che questi dinosauri potessero cibarsi di termiti, di cui distruggevano i nidi con gli smisurati artigli. Altri ancora, invece, hanno ipotizzato che potessero essere dinosauri pescatori alla maniera degli orsi grizzly americani. Gli artigli sembrerebbero adatti a "fiocinare" i pesci, e in Asia centrale si sono scoperte orme fossili che sembrerebbero essere state prodotte dai piedi dotati di membrana interdigitale, come quelli delle anatre, di un segnosauro denominato Macropodosaurus gravis. Il becco senza denti, però, non sarebbe certo stato utile come strumento per trattenere prede scivolose quali i pesci.

## Classificazione
```
Therizinosauria
 
   `--+--
Erlikosaurus
 
      +--
Falcarius

      +--
Jianchangosaurus

      +--
Saurexallopus

      `--
Therizinosauroidea

             `--+--
Alxasaurus
 
                +--
Beipiaosaurus
 
                +--
Martharaptor

                +--
Therizinosauridae

                   `--+--
Enigmosaurus
 
                      +--
Erliansaurus
 
                      +--
Eshanosaurus

                      +--
Nanshiungosaurus
 
                      +--
Neimongosaurus
 
                      +--
Nothronychus

                      +--
Segnosaurus
 
                      +--
Suzhousaurus
 
                      +--
Therizinosaurus
```